# Fettgewebe
Das Fettgewebe ist eine an verschiedenen Stellen des Körpers auftretende Form des Bindegewebes, die aus Fettzellen (Adipozyten) aufgebaut ist. Grundsätzliche Aufgabe der Fettzelle ist es, in ihrem Zellleib sowohl Fett als auch Wasser zu speichern und bei Bedarf wieder freizugeben. Nachdem dabei lange Zeit nur zwischen zwei Formen des Fettgewebes mit unterschiedlichen Funktionen – dem weißen und braunen Fettgewebe – unterschieden wurde, ist inzwischen auch eine dritte Form des Fettgewebes – das so genannte beige Fettgewebe – entdeckt worden, das eine Zwischenstellung zwischen den zuvor genannten beiden einnimmt.

## Weißes Fettgewebe
Wenn man von Fettgewebe im menschlichen Körper spricht, so ist fast immer das weiße Fettgewebe gemeint, da es sehr viel häufiger als das braune und beige vorkommt.

### Vorkommen und Aufgaben
Einzelne oder Gruppen von Fettzellen können fast überall im Körper, eingelagert in das lockere Bindegewebe, vorkommen. Im eigentlichen Fettgewebe in bestimmten Körperregionen dagegen sind zahlreiche Fettzellen durch Bindegewebe in Läppchen zusammengefasst. Das Fettgewebe ist immer gut mit Blutgefäßen versorgt.
Das weiße Fettgewebe erfüllt verschiedene Funktionen:
- Speicher- oder Depotfett: Lipide sind energiereiche Verbindungen. Durch den hohen Fettanteil des Körpers hat der Mensch Reserven, um mehrere Wochen ohne Nahrungszufuhr auszukommen. Je nach Geschlecht und Ernährungszustand macht das Depotfett 10 % (Sportler, extrem schlanke Menschen), 15–25 % (Normalgewicht) oder bis weit über 50 % (fettleibige Menschen) des Körpergewichtes aus. Die Funktion als Depotfett erfüllt vor allem das Fettgewebe in der Unterhaut (Subkutis), hier hauptsächlich die Speckschicht am Bauch und den Gesäßbacken (ausgeprägte Fettdepots) und am Bauchfell.
- Isolierfett: Da Fett ein schlechterer Wärmeleiter als andere Gewebe ist, eignet es sich als Wärmedämmung des Körpers. Es schützt vor allem auch das Fett (Speckschicht) in der Unterhaut (subkutanes Fett) vor zu schnellem Wärmeverlust. In der Unterhaut liegen etwa 65 % des Gesamtfettes vor, der Rest liegt im Bauchraum.
- Baufett: Fettgewebe dient an bestimmten Stellen auch als mechanischer Schutz in Form eines druckelastischen Polsters (Corpus adiposum): unter der Fußsohle, an Gelenken (im Kniegelenk als Hoffa-Fettkörper), an der Wange (Corpus adiposum buccae, auch Bichat-Fettpfropf), am Gesäß sowie als Organlager im Nierenlager (Capsula adiposa), bei den Herzkranzgefäßen und unter dem Augapfel (Corpus adiposum orbitae). Das Baufett wird bei Nahrungsmangel erst als letzte Reserve mobilisiert – hierher rühren die tiefen, eingefallenen Augen von Menschen nach Hungerkatastrophen.
- Stoffwechselorgan: Das Fettgewebe spielt eine wichtige Rolle im Energiestoffwechsel durch Sekretion hormonartiger Substanzen.

An einigen Körperstellen ist das Unterhautfettgewebe im Regelfall nur sehr schwach ausgeprägt (Hand- und Fußrücken, Nase, Augenlid, Lippe, Penis und Hodensack, kleine Schamlippe sowie an der Ohrmuschel (aber nicht Ohrläppchen)). Besonders ausgeprägte Fettdepots befinden sich als mehrere Zentimeter dicke Schicht am Bauch und an den Gesäßbacken. Die Dicke des Bauches sowie Form, Größe und Gewicht der Gesäßbacken werden dabei durch den Trainingszustand der Muskulatur und die Menge des eingelagerten Fettes (Mastfett) bestimmt, hängen also auch vom Ernährungszustand ab. Die Menge des Depotfettes beträgt bei Normalgewichtigen etwa 15 kg bei Männern und etwa 15–20 kg bei Frauen.
Fettzellen (Adipozyten) werden vom Körper zwar abgebaut, doch auch ständig wieder durch neue ersetzt, wobei auch das intrazelluläre Fett einem ständigen Austausch unterliegt. Durch Diäten kann daher zwar das im Fettgewebe gespeicherte Fett, nicht jedoch das Fettgewebe selbst abgebaut werden.

### Chemische Zusammensetzung
Das Fett im menschlichen Fettgewebe setzt sich aus folgenden Fettsäureanteilen zusammen: Ölsäure 42–51 %, Palmitinsäure 21–30 %, Palmitoleinsäure und Stearinsäure, beide 5–8,5 %, Myristinsäure 2–6 %. Das Verhältnis von ungesättigten zu gesättigten Fettsäuren beträgt etwa 60:40.

### Histologische Merkmale

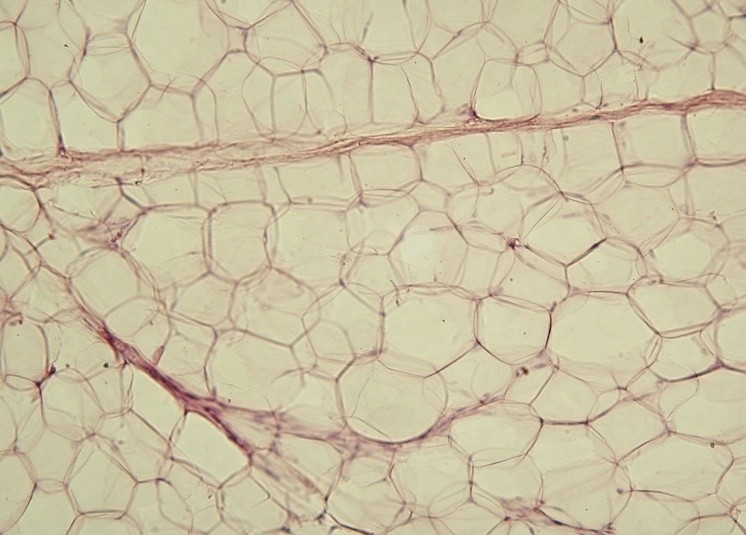
Univakuoläre Adipozyten im weißen Fettgewebe

Die Adipozyten des weißen Fettes sind recht große Zellen (bis zu 100 µm), deren Zellleib fast vollständig von einem großen Lipidtropfen ausgefüllt ist; deshalb spricht man von univakuolären Fettzellen. Der Zellkern ist durch die riesige Vakuole an den Rand gedrückt und abgeflacht, andere Zellorganellen oder viel Zytoplasma sind meist nicht zu erkennen (man spricht von Ähnlichkeit mit einem Siegelring). Die Fettvakuole ist nicht, wie etwa Sekretvesikel, von einer Biomembran umgeben, sondern liegt „frei“ im Zytosol vor. Sie ist allerdings von Intermediärfilamenten umsponnen, um sie zusammen- und in Form zu halten. Jeder einzelne Adipozyt ist von einer Basallamina und von retikulären Fasern umgeben, die die Zelle auch unter gewisser Krafteinwirkung (siehe Baufett) in Form halten. Das weiße Fettgewebe ist reichlich durch Blutkapillaren versorgt.
Das weiße Fettgewebe erhält seinen Namen daher, dass in histologischen Standardpräparaten fast immer das Fett ausgelöst ist und die Zellen daher völlig leer, das heißt unter dem Mikroskop weiß, erscheinen.
Menschliches Fett ist von der Konsistenz her eher ölig (hoher Gehalt an Ölsäure) und bei Körpertemperatur halbflüssig und intensiv gelb.

### Fettspeicherung
Adipozyten nehmen Fettsäuren aus dem Blut auf und synthetisieren mit α-Glycerophosphat (aktiviertes Glycerin) aus ihrem Stoffwechsel (Nebenweg der Glykolyse) die Lipide, die in der Zelle gespeichert werden (Fettsäuresynthese). Bei Bedarf können die Lipide wieder in ihre Bausteine gespalten (Lipolyse) und an das Blut abgegeben werden, so dass andere Zellen sie zur Energiegewinnung nutzen können. Beide Vorgänge, Lipogenese und Lipolyse, werden unter anderem durch die Hormone Insulin und Adrenalin beeinflusst.
Eine Veränderung der gespeicherten Fettmenge geschieht hauptsächlich durch die Vergrößerung der gespeicherten Menge in der einzelnen Zelle. Es können sich aber auch neue Fettzellen aus Stammzellen bilden.

## Braunes Fettgewebe
Die Aufgabe des braunen Fettgewebes ist die direkte Erzeugung von Wärme (Thermogenese) aus dem gespeicherten Fett. Es ist im erwachsenen menschlichen Körper nur an wenigen Stellen zu finden, kommt aber noch bei Säuglingen vor oder bei Tieren, die Winterschlaf halten.
Die Zelle des braunen Fettgewebes hat viele kleinere Lipidtropfen und wird daher als plurivakuolär bezeichnet. Zudem ist sie reich an Mitochondrien, die den größten Teil der Energie aus dem Fettsäureabbau unter Mitwirkung von UCP-1 (uncoupling protein 1) direkt in Wärme umwandeln statt wie sonst in die ATP-Synthese. Die braune Farbe kommt von den mitochondrialen Cytochromen und von den Lipochromen. Letztere sind in den Fetttröpfchen gelöst. Braunes Fettgewebe ist außerdem stark kapillarisiert und wird von sympathischen Nervenfasern dicht innerviert. Die sympathischen Reize stimulieren die Lipolyse und den Fettsäureabbau.
Bei Neugeborenen nimmt das braune Fett etwa fünf Prozent des Körpergewichts ein und ist am Rücken und entlang der großen Blutgefäße im Brustkorb konzentriert. Säuglinge sind aus verschiedenen Gründen für Unterkühlungen empfindlicher: Sie können nicht wie Erwachsene mit Zittern der Skelettmuskulatur reagieren und haben ein ungünstiges Oberflächen-Volumen-Verhältnis, so dass die Wärmeerzeugung im braunen Fett lebenswichtig sein kann. Beim Erwachsenen ist das braune Fett weitestgehend zurückgebildet, nur um die großen Arterien, im Mediastinum, an den Nieren und unter den Achseln können sich noch Reste finden.

## Beiges Fettgewebe
Im Jahr 2009 berichteten diverse Forschergruppen, dass im Körper von erwachsenen Probanden weitere Anteile von braunen Fettzellen entdeckt wurden. Durch genetische Analysen stellte sich im Jahr 2012 heraus, dass es sich dabei um eine dritte, bisher unbekannte Art von Fettzellen handelt. Die als „beige Fettzellen“ benannten Adipozyten liegen diffus verteilt im weißen Fettgewebe und sind ähnlich wie die braunen Zellen reich an Mitochondrien. Der Hauptunterschied zum braunen Gewebe besteht in der deutlich niedrigeren Konzentration eines Aktivierungsproteins (UCP1), welches benötigt wird, um Energie umzusetzen. Es wird vermutet, dass beige Fettzellen durch bestimmte Hormone (z. B. Irisin) und äußere Einflüsse (z. B. Kälte) aktiviert werden können und dann ähnlich wie das braune Fettgewebe an der Wärmeproduktion des Körpers mitwirken. Eine externe Aktivierung der beigen Zellen ist daher für die zukünftige Behandlung der Adipositas von Interesse.

## Fettmessungsgeräte u. -methoden
Während in der breiten Bevölkerung der Körperfettanteil und die Fettverteilung meist eine untergeordnete Rolle im Alltag spielen, so ist für Spitzensportler oftmals unabdingbar, die Körperzusammensetzung und damit auch verbunden den genauen Körperfettanteil zu wissen. Der Bodybuildingsport ist das wohl beste Beispiel dafür. Hierfür kann man zur Fettmessung verschiedene Geräte und Methoden nutzen. Während Fettmessgeräte wie beispielsweise Körperwaagen mit Fettmessfunktion eher eine einfache Art der Handhabung und dafür ungenauere Ergebnisse anbieten und für Hobbyathleten dennoch ausreichend sein mögen, so setzen ambitionierte Athleten und Profisportler auf viel genauere Methoden wie die Messung mit einem Caliper, einer sogenannten Fettmesszange, die BIA (bioelektrische Impedanzanalyse) oder gar einen DEXA-Scan. Die Messung mit einem Caliper ist weit verbreitet und bietet unterschiedliche Messmethoden, wie beispielsweise die Jackson-Pollock-Methode oder die Durnin-Womersley-Methode, und ist auch von Laien einfach durchzuführen.

## Stammzellengewinnung aus dem Fettgewebe
Jahrzehntelang wurden Stammzellen vorrangig aus Knochenmark für medizinische Zwecke extrahiert. Die Grundlagenforschung für diese neue Stammzellengewinnung ist noch ausbaufähig, dennoch können aus dem Fettgewebe mesenchymale Stammzellen isoliert und weiterverwendet werden. Die Fettstammzellen (adipose-derived stem cells ASC) beinhalten viele multipotente Stammzellen und die Gewinnungsmethode ist schonender verglichen mit der Knochenmarkspende. In mehreren europäischen Ländern (bspw. Tschechien) wird diese Methode schon angewendet. Weil dieses Verfahren in Deutschland unter das Gewebegesetz fällt und die Extraktion- und Weiterverwendungsmethode als Arzneimittel gilt, ist die behördliche Genehmigung noch nicht abgeschlossen (Stand 2018).